# Maneater (film 2009)
Maneater è un film del 2009 diretto da Michael Emanuel.

## Trama
Harry Bailey, ex profiler dell'FBI ed ora sceriffo di una piccola città, si trova a dover tracciare il profilo dell'autore di una serie di omicidi inspiegabili. Con orrore scopre che il killer a cui sta dando la caccia è un mostro assetato di sangue.